# Xã Jasper, Quận Taney, Missouri
Xã Jasper (tiếng Anh: Jasper Township) là một xã thuộc quận Taney, tiểu bang Missouri, Hoa Kỳ. Năm 2010, dân số của xã này là 5.153 người.